# Elisa Bracher

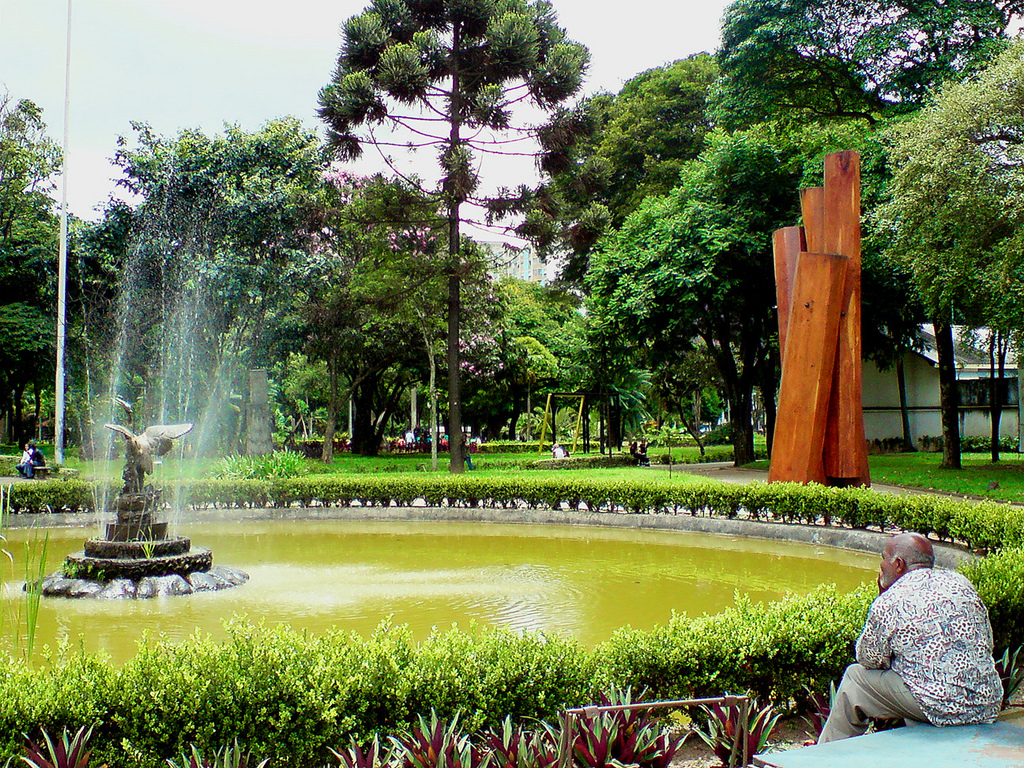

Elisa Bracher (São Paulo, 1965) é uma escultora, gravadora e desenhista brasileira que trabalha com gravura, realizando obras abstratas. Elisa Bracher é fundadora e diretora do Instituto Acaia.

## Biografia
Filha do banqueiro Fernão Bracher e irmã de Candido Bracher e Beatriz Bracher , Elisa é formada em artes plásticas pela Fundação Armando Álvares Penteado, na cidade de São Paulo, onde fez ainda um curso de gravura em metal com Evandro Carlos Jardim.